# NPO Doc (televisiezender)
NPO Doc (voorheen Holland Doc 24) is een voormalig Nederlands themakanaal en documentaireplatform voor en van de Nederlandse Publieke Omroep.

## Doelstelling
Het doel van het platform was documentaires op verschillende manieren bij het publiek onder de aandacht te brengen en een podium te bieden aan jong talent.

## Geschiedenis

Het logo van Holland Doc 24 gebruikt van mei 2009 t/m 10 maart 2014

Het digitale themakanaal werd in december 2004 als Holland Doc opgericht door de publieke omroepvereniging VPRO. In 2006 kwam daar de vaste documentairerubriek op Nederland 2 bij, waarin op de donderdag rond 23 uur een auteursdocumentaire werd uitgezonden, geproduceerd door de IKON, HUMAN, NTR of de VPRO. Vanaf 2008 werden ook radiodocumentaire-uitzendingen toegevoegd aan het platform. Het al bestaande Radio Atelier werd omgedoopt tot Holland Doc Radio en in de organisatie opgenomen. In augustus 2008 werd ook de website www.documentaire.nl geïntegreerd op de site van Holland Doc. In 2014 veranderde de naam in NPO Doc, wegens bezuinigingen bij de publieke omroep had NPO Doc haar laatste uitzending op 1 juli 2016.

## Organisatie
NPO Doc bestond uit vier delen:
- televisierubriek NPO Doc op Nederland 2
- digitaal televisiekanaal NPO Doc op Nederland 24
- wekelijkse radioprogramma Radio Doc op NPO Radio 1, tot 27 december 2020
- een online archief waar meer dan 1000 documentaires zijn te vinden

## Uitzendingen
De wekelijkse televisie- en radio-uitzendingen bevatten documentaires over universele en internationale onderwerpen waarbij de visie van de maker een duidelijk stempel op het verhaal drukte.

## Digitaal kanaal
Het digitale kanaal NPO Doc zond 24/7 documentaires uit over een wekelijks veranderend thema, dat meestal aansloot bij de actualiteit. Bovendien werden de uitzendingen van de documentairerubrieken NCRV Dokument, Zembla, Tegenlicht, Het uur van de wolf, Profiel, Metropolis en VPRO's Import hier herhaald. NPO Doc was via het internet beschikbaar maar zond ook uit via digitale pakketten, zowel op de kabel als op de satelliet.

## Website
Op de website van 2Doc kunnen de eerder uitgezonden documentaires on demand worden bekeken of beluisterd en doorzocht op auteur en thema. De pagina Holland Doc Junior richt zich op jongeren en jeugddocumentaires.

## Waardering
In juni 2008 won het themakanaal de Zilveren Prichettprijs voor beste omroepgerelateerde multimediale prestatie. In september van dat jaar eindigde het na de BBC iPlayer als tweede bij de Prix Italia.